# ARAMIS

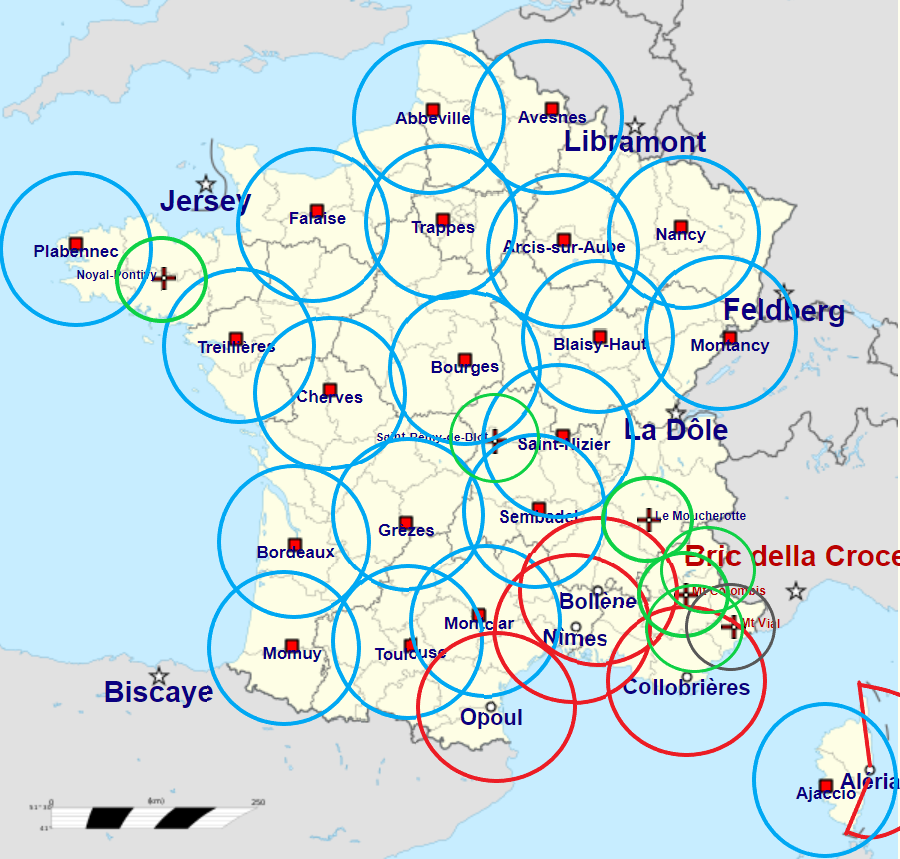
Red ARAMIS en 2019.

ARAMIS (Application Radar à la Météorologie Infra-Synoptique) es el nombre de la red de radares meteorológicos de Francia que comprende 24 radares Doppler de precipitaciones, repartidos sobre el territorio nacional, comprendiendo Córcega, más tres otros de países vecinos. Los datos recogidos y tratados por ARAMIS están disponibles las 24 horas, de los 24 y renovado cada quince minutos, en todo el país, como un mosaico de imágenes de cada uno de estos radares.

## Características
ARAMIS cubre el 95 % del territorio francés. Se compone de una mezcla de radares, de diferentes longitudes de onda: radares de banda C (5 cm de longitud de onda) en el norte del país, donde la atenuación radárica por fuertes precipitaciones es poco frecuente, y de radares de banda S (10 cm) en el sud donde las lluvias intensas necesitan de una longitud de onda menos sensible a la atenuación.
Los radares más al norte, cubren un terreno relativamente plano y no bloqueante, encontrándose a 180 km de distancia el uno del otro. Muchos de los radares en el sur, se encuentran en una zona bastante montañosa, que limita sus alcances; estando más densamente dispuestos, de hasta 60 kilómetros uno de otro, en algunos casos. En 2010, veintidós de los 24 radares de propiedad de Météo-France sondean en intensidad (reflectividad) y en cinética (Efecto Doppler-Fizeau) a las precipitaciónes, donde diez tienen polarización dual, permitiéndoles deducir el tipo de precipitación. El radar Doppler utiliza una técnica que le permite resolver velocidades de la gota de lluvia, de hasta 60 m/s (más de 200 km/h) justo hasta 250 km del radar.

## Historia

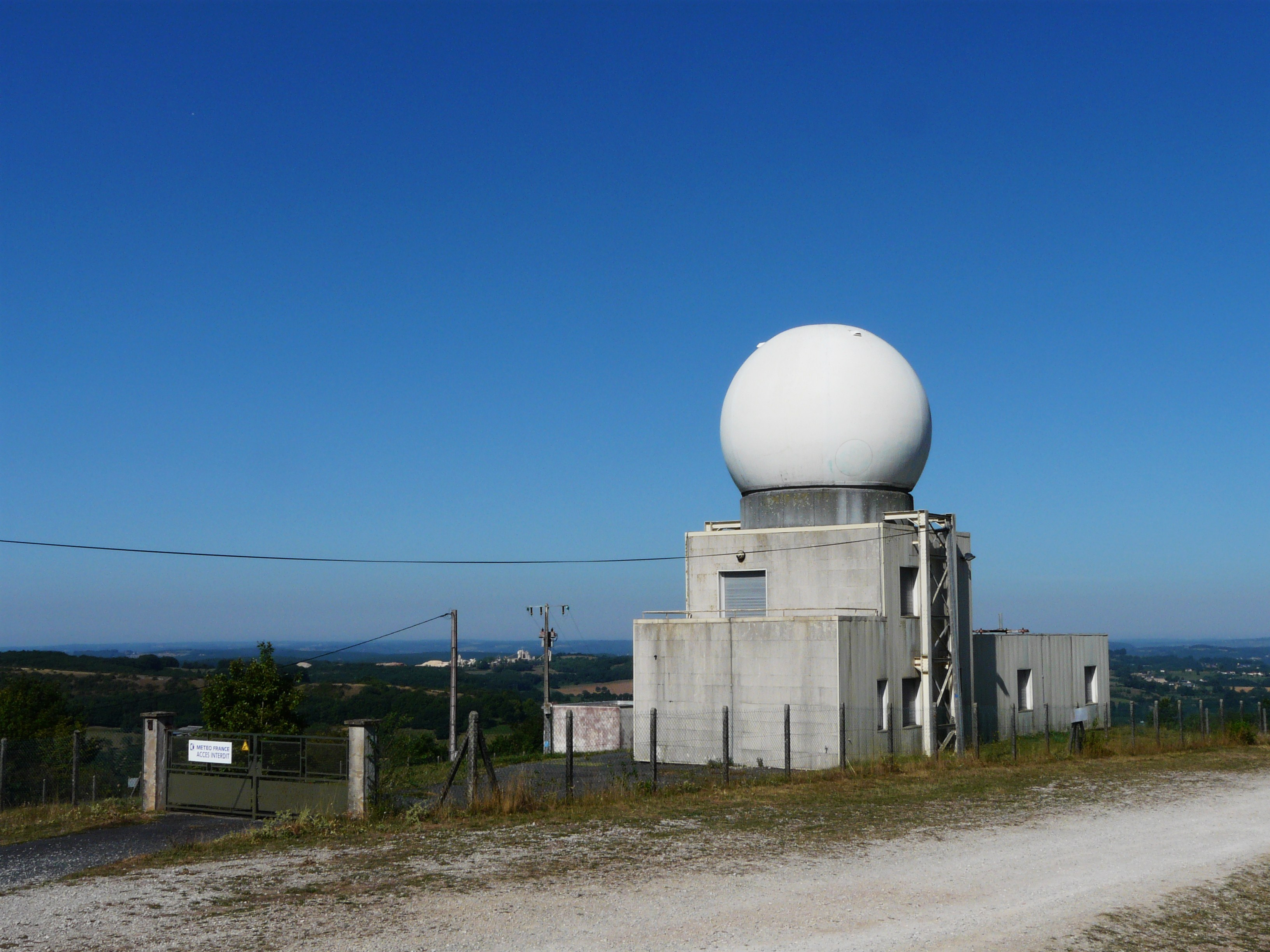
Radar de Grèzes en Dordoña.

Entre mediados de los años 1980 y hasta 1995, la prioridad en Francia fue la de construir una red hidrológica de radares. Para tal fin, Météo-France fue gradualmente construyendo un ensamble de trece radares. El análisis se limitaba hasta los ángulos de menos de 1 grado por encima del horizonte con el fin de ver la precipitación lo más cerca de la tierra. El sondeo se lleva a cabo con lentitud suficiente para reunir la mayor cantidad de información, cada 5 minutos.
El software CASTOR se desarrolló para controlar ese ensamblaje de radares, y para reunir los datos en un mosaico dando como resultado imágenes completas de la cobertura de las precipitaciones en el territorio francés, y una resolución de 1,5 km por 1,5 km. Gracias al Programa OPERA de Eumetnet, los radares de los países vecinos se sumaron a la del mosaico francés, para crear una imagen más completa.
Sin embargo, como el haz del radar es lineal, debido a la curvatura de la Tierra, su alcance efectivo de la red es de sólo 80 a 100 km para usos hidrológicos. Después de 1995, el Proyecto HYDRORADAR, más el Proyecto PANTHERE (Projet ARAMIS Nouvelles Technologies en Hydrométéorologie Extension et REnouvellement), lanzado por Météo-France y el Ministerio de la Ecología y del Desarrollo Sostenible, respectivamente, fueron diseñados para añadir 5 (Sembadel, Bollène, Collobrières, Opoul, Aléria) más seis (Nord, Cherves, Bourgogne, Franche-Comté, Aveyron, Adour) otros radares para densificar la red ARAMIS y así optimizar su uso para la hidrología. Y el Proyecto PANTHERE (que permite igualmente la renovación de dos radares: Trappes y Toulouse) se concluyeronen julio de 2007 (radar de Franche-Comté). 
Otro de los cambios a la red, fue la decisión de explorar diferentes ángulos de elevación en la zona del Mediterráneo, con el fin de tener un volumen 3-D del sondeo, en lugar de sólo en ángulos muy bajos de elevación, para reflejar el relieve de la región. Finalmente, la tarea efectuada sobre la diversidades de polarizaciones electromagnéticas y los datos Doppler llevó a una completa modernización de toda la red. En ese sentido, a principios de 2008, el radar de Mélodi en la banda S, de Nîmes-Manduel fue reemplazado por un radar Selex, en banda S con doble polarización, con un protector radomo. En 2010, diez radares de la red ARAMIS fueron ajustados a doble polarización, y veintecuatros ya son enteramnte Doppler.